# Escut de Bonastre
L'escut oficial de Bonastre té el següent blasonament:
Escut caironat: d'atzur, una estrella de vuit puntes d'or. Per timbre, una corona mural de poble.

## Història
Va ser aprovat el 5 de març del 2008 i publicat al DOGC el 27 de març del mateix any.
L'estrella és el senyal parlant tradicional dels escuts del poble si més no des del 1730, ja amb vuit puntes, que de vegades apareixia en segells rodons o ovalats, i fa referència al "bon astre" del topònim.